# Геофагия
Геофагия (или: литофагия, камнеедение, землеедение) — употребление в пищу минералов, горных пород, почвы, золы, грязи животными и людьми.

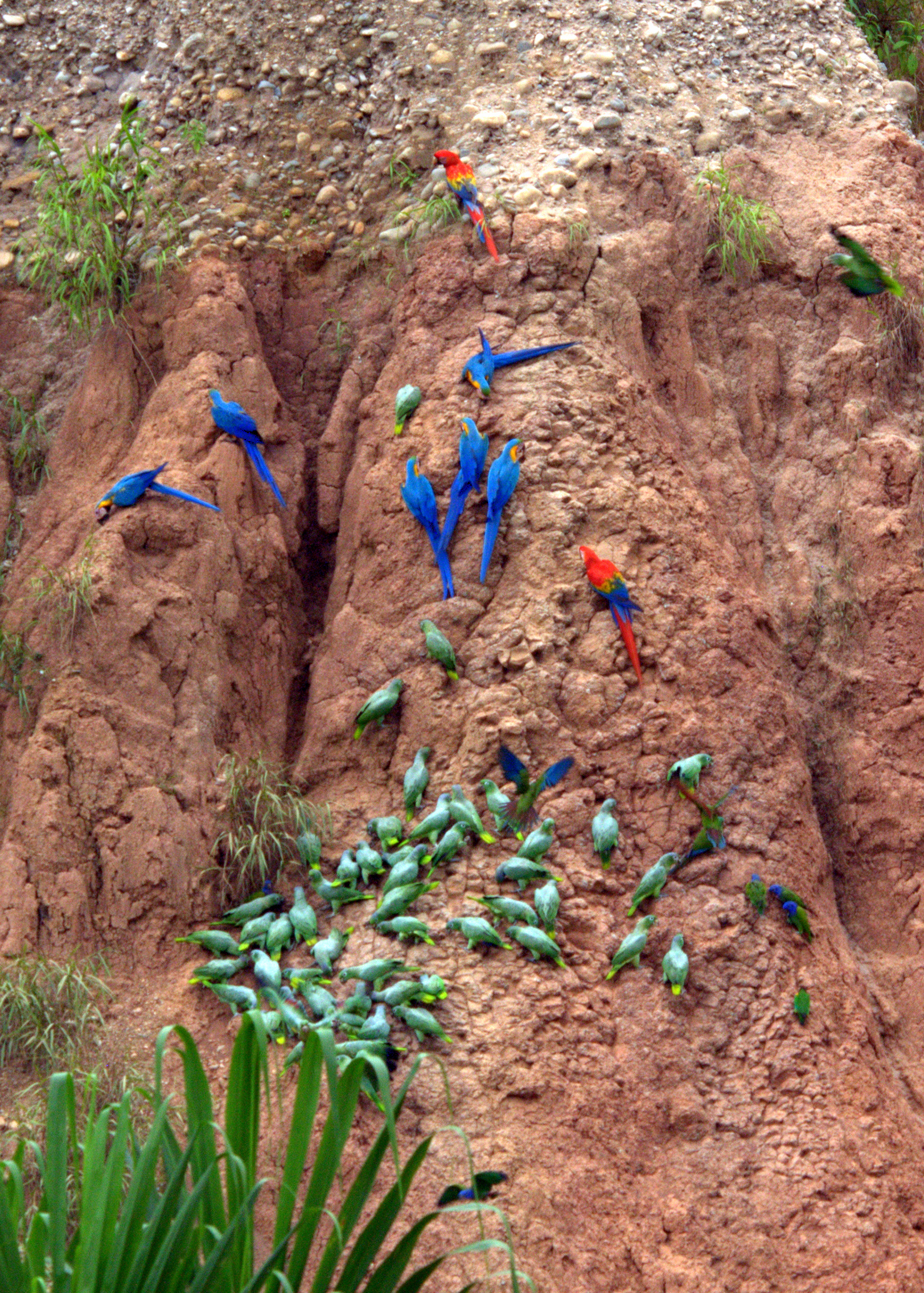
Попугаи ара ежедневно летают на речные илистые отмели, где облизывают и едят красную глину. Таким образом птицы нейтрализуют токсины, содержащиеся в неспелых плодах

## Геофагия у животных
Геофагия чрезвычайно широко распространена в животном мире. Ещё Гален — известный греко-римский философ и врач — описал случаи поедания глины больными или травмированными животными. Данный тип геофагии позднее был зарегистрирован у представителей многих видов млекопитающих, птиц, рептилий.
Случайное поедание любых природных минералов попутно с основным кормом характерно для многих животных. Преднамеренное поедание лишь некоторых минералов наиболее часто встречается и характерно для травоядных животных, хотя описаны случаи активной литофагии и у хищников, например, камчатских медведей.
У разных групп животных геофагия выражена по-разному. У птиц, рыб и ряда морских животных, она всегда проявляется в виде целенаправленного заглатывания песка, камешков или галек. Наземные млекопитающие — жвачные животные, приматы и ряд других — отдают предпочтение глиноподобным веществам.
Геофагия хорошо описана среди птиц. Множество видов попугаев, такие как большой желтохохлый какаду, и попугаи ара часто облизывают и заглатывают глину. Таким образом птицы нейтрализуют алкалоиды, содержащиеся в съеденных ими неспелых плодах. Многие виды птиц заглатывают песок и мелкие камешки (гастролиты), которые, попадая в желудок, растирают пищу, помогая пищеварению.
Геофагия у крупных растительноядных животных зоологами чаще всего связывается с потребностью животных в натрии из-за низкого содержания этого элемента в кормах и воде, что характерно для некоторых экосистем.
Геофагия может приобретать вид повторяющегося поведения с посещением одних и тех же мест. Чаще всего это обусловлено неравномерным распределением в ландшафте минералов-адаптогенов. Обычно геофагия имеет сезонную выраженность. Количество однократно съедаемых минералов чаще всего измеряется единицами процентов от веса организма. К примеру, олени весом 100 кг могут поедать от 1 до 5 кг глины за один раз.

## Геофагия у человека
Геофагия у людей чаще всего замечена в сельских или доиндустриальных обществах среди детей и беременных женщин.
Данное явление среди людей и приматов (что весьма характерно для тропических и субтропических областей Земли) обычно объясняют стремлением к лечению расстройств пищеварения диарейного типа. Геофагия также наблюдается при железодефиците. Такие функции геофагии как детоксикация организма и минерализация рациона сыграли важную роль в эволюции пищевого поведения человека.
При некоторых психических болезнях происходит извращение вкуса, и человек может поедать землю, глину и другие несъедобные субстанции. Чаще всего наблюдается при умственной отсталости и шизофрении. Геофагия у людей описана в 1852 году немецким врачом Карлом Гейзингером. Впоследствии в психиатрии геофагия, как расстройство пищевого поведения человека, получила название синдрома Гейзингера (или в другой транскрипции синдром Хойзингера).
В индонезийской деревне Табан готовят традиционное блюдо из земли — ампо.